# Rhampholeon moyeri
Rhampholeon moyeri este o specie de cameleoni din genul Rhampholeon, familia Chamaeleonidae, descrisă de Menegon, Salvidio și Colin Tilbury în anul 2002. Conform Catalogue of Life specia Rhampholeon moyeri nu are subspecii cunoscute.